# سعيد الهاجري
سعيد الهاجري هو لاعب بولينج من قطر.
احتل المركز السادس عشر في التصنيف العالمي في بطولة كأس العالم لعام 2006 وفاز ببطولة مملكة البحرين وبتلكو الدولية للبولينج عام 2008. شارك في دورة الألعاب الآسيوية 2006 في الدوحة بقطر.